# Pomponius Bassus (consul en 259)
Pour les articles homonymes, voir Pomponius Bassus.
Pomponius Bassus (fl. 259-271) était un homme politique de l'Empire romain.

## Biographie
Fils de Pomponius Bassus.
Il fut consul suffect I en 259 et consul II en 271.
Il est marié avec Pomponia Gratidia et fut le père de Pomponia Bassa, femme de Lucius Septimius Severus, les parents de Septimius Bassus.